# Celtic (Schiff, 1901)
Die Celtic (auch mit dem Präfix RMS genannt) war ein britisches Passagierschiff der White Star Line.

## Bau und Schiffsdaten
Das Schiff wurde 1901 bei Harland & Wolff in Belfast erbaut und mit 21.035 BRT vermessen. Zwischen 1901 und 1904 war sie das größte Passagierschiff der Welt.

## Jungfernfahrt
Sie lief am 4. April 1901 bei Harland & Wolff vom Stapel und begann ihre Jungfernfahrt von Liverpool nach New York am 26. Juli 1901.

## Im Ersten Weltkrieg
Zu Beginn des Ersten Weltkriegs wurde sie zu einem bewaffneten Handelsschiff umgerüstet. Auf Grund des hohen Kohlenverbrauchs rüstete man sie 1916 zum Truppentransporter um und sie brachte Soldaten nach Ägypten. Im März wurde sie wieder im Transatlantikdienst eingesetzt.
1917 fuhr die Celtic auf eine Seemine in der Nähe der Isle of Man. Das Unglück kostete 17 Menschen an Bord das Leben; das Schiff wurde nach Belfast geschleppt und repariert. Im März 1918 torpedierte das deutsche U-Boot UB 77 die Celtic in der Irischen See. An Bord starben sechs Menschen, die Celtic sank jedoch nicht. Sie wurde nach Liverpool geschleppt und erneut repariert.

## Ende

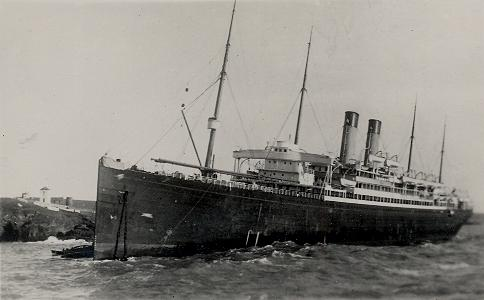
Die gestrandete Celtic

Am frühen 10. Dezember 1928 strandete das Schiff bei Queenstown in Irland. Alle Menschen an Bord wurden gerettet. Da sie nicht vom Riff gezogen werden konnte, erklärte man sie zum Totalverlust und brach sie 1933 an Ort und Stelle ab.

## Schwesterschiffe
- Adriatic
- Baltic
- Cedric